# Mission Apocalypse
Cet article concerne la bande dessinée de Buck Danny. Pour film de 1966, voir Mission Apocalypse (film).
Mission Apocalypse est la quarante-et-unième histoire de la série Les Aventures de Buck Danny de Jean-Michel Charlier et Francis Bergèse.
Elle est publiée pour la première fois en album en mai 1983.

## Résumé
Dans différents points du monde, une série de neuf attaques à main armée dans l'espace d'un mois attirent l'attention d'Interpol. Les enquêteurs se rendent compte que c'est le fait d'une seule et même organisation occulte, en train de se constituer un fabuleux trésor de guerre de l'ordre de 15 milliards de centimes. Mais dans quel but ?
Et pendant que Danny, Tumbler et Tuckson s'entrainent dans les Caraïbes en vue d'un meeting international au Managua, l'organisation projette le vol de deux de leurs Grumman F-14 Tomcat en s'alliant avec la terrible Lady-X. Le pire est à craindre d’autant plus que l’armée américaine vient d’être victime du mystérieux groupe terroriste : un de ses bombardiers stratégique B-52 a été attiré dans un guet-apens dans le grand nord puis abattu par des lance-missiles russes et son chargement, trois bombes atomiques, a disparu.
Quelque chose de grave se trame.
Alors que les bombes sont convoyées dans les Îles Exumas, Danny, Tumbler et Tuckson se rendent néanmoins à San Cristobal au Managua où les attend en secret Lady X. Le lendemain, les terroristes camouflés en pompiers managuayens prétextent la présence de bombes dans le hangar des Tomcats américains pour d'en emparer. Deux équipages iraniens couverts par Lady X en hélicoptère de combat volent deux Tomcats puis disparaissent sous les yeux impuissants de Buck.

## Contexte historique
La conférence Nord-Sud de Cancún eut lieu au Mexique, du 22 au 23 octobre 1981. De son nom complet "conférence Nord-Sud de Cancún pour la Coopération internationale et le Développement", elle était destinée à sortir les pays d'Amérique latine du cercle vicieux de l'endettement, et fut l'unique sommet « Nord-Sud ». Elle rassembla 22 pays.

## Personnages
Dans ce triptyque, Buck Danny est le patron de la chasse embarquée (CAG) du porte-avions USS "John F. Kennedy" (CV-67) et commande l'escadrille de chasse VF-32 "Swordmen", volant sur F.14 "Tomcat", secondé par ses habituels coéquipiers Tumbler et Tuckson. On notera que les auteurs devaient ignorer le call-sign de la flottille (Gypsy + le modex de l'appareil) puisque Buck et ses coéquipiers utilisent des codes radio basiques pour communiquer.
Outre les trois protagonistes habituels de la série, apparaissent quelques intervenants nouveaux ou reviennent quelques vieilles connaissances.

Pour commencer, l'ennemie jurée, Lady X.

Puis :
- Halbert 'Hal' Walker : Vice-amiral, commandant le groupe de combat aéronaval articulé autour du porte-avions USS John F. Kennedy (CV-67) ; fume perpétuellement une pipe, est toujours coiffé d'une casquette[2](ball-cap) portant le sigle du porte-avions ("JFK" et "67") et toujours accompagné de son chien O'Connor.
- Eunice Walker : fille de son père amiral.
- Von Grodtz : Allemand, civil, gangster international et terroriste, affidé de Lady X et son premier adjoint.

## Avions
- F-14 Tomcat
- A-7 Corsair
- E-3 AWACS
- Grumman G-21 Goose
- Bell UH-1 Iroquois
- Beech Baron